# Andrův stadion
El Andrův stadion es un estadio multiusos ubicado en Olomouc, República Checa. Fue inaugurado en 1940 y tiene una capacidad para 12 566 espectadores, siendo el estadio en el que disputa sus partidos el SK Sigma Olomouc y en ocasiones la selección de fútbol de la República Checa. La selección ha jugado cinco partidos en el Andrův, ganando cuatro y perdiendo uno, este último ante Lituania por 0-1 el 7 de septiembre de 2010.
El estadio recibe el nombre en honor a Josef Ander, un empresario local y filántropo que patrocinó el fútbol en Olomouc. En el pasado, los históricos equipos SK Olomouc ASO y Křídla vlasti Olomouc jugaron en este recinto.

Imagen panorámica del estadio.